# 木村戒自
木村 戒自（きむら かいじ、1872年3月1日（明治5年1月22日） - 1939年（昭和14年）1月21日）は、大日本帝国陸軍軍人。最終階級は陸軍中将。功三級。

## 経歴
1872年（明治5年）に三重県で生まれた。陸軍士官学校第5期、陸軍大学校第16期卒業。1913年（大正2年）1月に野砲兵第12連隊長（第12師団）に就任し、1915年（大正4年）8月に陸軍砲兵大佐に進級した。1916年（大正5年）8月に野砲兵第18連隊長（第1師団・野砲兵第3旅団）に転じ、1917年（大正6年）8月に第7師団参謀長に着任して、シベリア出兵では満洲里で居留民保護などに当たった。
1919年（大正8年）4月15日に陸軍少将に進級し、野砲兵第3旅団長（第1師団）に着任した。1920年（大正9年）8月に砲兵監部附となり、1923年（大正12年）8月6日に陸軍中将に進級して待命、9月1日に予備役に編入された。